# Храм Светих Кирила и Методија у Качареву
Храм Светих Кирила и Методија је српски православни храм који се налази у Качареву.

## Историјат
Српска православна црквена општина у Качареву формирана је 1980. године.
Због немогућности добијања локације у центру села за изградњу храма донета је одлука да се у Качареву, у улици 4. октобра бр. 43. купи плац. Од 1985. године благословом тадашњег Епископа банатског Амфилохија у самој купљеној кући, у њеној половини, формирана је мала црквица у којој је служена света литургија.
За време оца Мирослава Вујића, тадашњег пароха качаревачког, потекла је и иницијатива за изградњу храма који ће бити посвећен Светој браћи Ћирилу и Методију. Године 1989. Епископ банатски Амфилохије Радовић је осветио темеље будућег храма. Изградња је започета 1990. и трајала је пуних петнаест година. Црква је грађена по пројекту архитекте Предрага Пеђе Ристића 4. септембра 2005.
Еписког банатски Никанор и Епископ сремски Василије су освештали новоподигнути храм у Качареву и том приликом положили мошти Светог Саве освећеног у часни престо храма. Старешина храма је протојереј-ставрофор Миладин Радић.